# Coppa Europa dei 10000 metri 2011
La Coppa Europa dei 10000 metri 2011 si è tenuta a Oslo, in Norvegia il 4 giugno.

## Classifiche
| Pos. | Nazione    | Prestazione |
| ---- | ---------- | ----------- |
| 1    | Spagna     | 86:04.89    |
| 2    | Francia    | 87:51.97    |
| 3    | Portogallo | 88:16.51    |
| 4    | Norvegia   | 89:29.14    |
| 5    | Turchia    | 89:32.03    |
| 6    | Rep. Ceca  | 90:35.57    |

| Pos. | Nazione                                                                  | Prestazione                           |
| ---- | ------------------------------------------------------------------------ | ------------------------------------- |
| 1    | Italia 5ª Nadia Ejjafini 8ª Rosaria Console 9ª Elena Romagnolo           | 97:50.55 32:14:63 32:47:70 32:48:25   |
| 2    | Portogallo 1ª Sara Moreira 22ª Monica Silva 24ª Doroteia Peixoto         | 99:17:61 31:39:11 33:42:36 33:56:14   |
| 3    | Bielorussia 7ª Sviatlana Kudzelich 16ª Sviatlana Kouhan 19ª Volha Minima | 99:53.55 32:40:61 33:24:68 33:48:26   |
| 4    | Spagna 13ª Isabel Checa 15ª Lidia Rodríguez 19ª Vanessa Veiga            | 1:00:12.26 33:17:13 33:20:57 33:34:56 |